# Опера (гора)
Опера (норв. Operafjellet) — гора на острове Западный Шпицберген высотой 951 метр на западном побережье Адвентфьорда. Гора названа в честь своей необычной формы — амфитеатра с горой Тенор (норв. Tenoren) в середине. 29 августа 1996 года самолёт Ту-154М авиакомпании «Внуковские авиалинии», совершавший рейс по маршруту Москва — Лонгйир, при заходе на посадку столкнулся с горой Опера на расстоянии 3,7 км от ВПП аэропорта. Все пассажиры и члены экипажа (141 человек) погибли. Эта катастрофа оказалась крупнейшей по числу жертв за всю историю Норвегии.